# Leucopogon concinnus
Leucopogon concinnus är en ljungväxtart som beskrevs av George Bentham. Leucopogon concinnus ingår i släktet Leucopogon och familjen ljungväxter. Inga underarter finns listade i Catalogue of Life.